# Mi sa che stanotte...
Mi sa che stanotte è un album del gruppo hip hop italiano Assalti Frontali uscito nel 2006 per Il Manifesto Dischi.

## Il disco
(da Quasi come vivo, 2006)
Quinto disco ufficiale degli Assalti Frontali (il sesto per Militant A, considerando l'esordio nell'Onda Rossa Posse).
È stato registrato a Torino nello studio Casasonica di Max Casacci (che è anche produttore artistico dell'album) a ben sedici anni dal primo album ufficiale. Con questo album gli Assalti Frontali hanno vinto il premio per il miglior album indipendente dell'anno 2006 al PIMI, Premio Italiano per la Musica Indipendente, il riconoscimento organizzato dal Meeting Etichette Indipendenti (MEI).

## Formazione e musicisti
Accanto a Militant A, da sempre voce degli Assalti Frontali, in questo disco troviamo anche Pol G e Glasnost dei Brutopop alla voce e Bonnot ai suoni. Partecipa anche il Danno dei Colle der Fomento nell'intro di Si può fare così.
La produzione artistica è di Max Casacci dei Subsonica e della crew di Casasonica (Ale Bavo e Condimix).

## La copertina
La copertina del disco è una citazione della famosa foto di Malcolm X che a metà degli anni '60 era mostrato mentre scrutava dalla finestra scostando le tende con un fucile in mano e la scritta “By all means necessary”, ("Con ogni mezzo necessario").
Una citazione di questa foto appare anche sulla copertina del disco By All Means Necessary del gruppo hip-hop statunitense Boogie Down Productions.
Sulla copertina di Mi sa che stanotte... il fucile è sostituito dal microfono, perché è la comunicazione la grande arma di oggi.

## Tracce
1. Quasi come vivo - 3:17
2. Ribelli a vita - 3:41
3. Un posto speciale - 3:51
4. Dall'altra parte - 3:37
5. Mi sa che stanotte... (pt. 1) - 3:48
6. Stressed skit - 0:53
7. Che stress i Ros - 3:37
8. I miei amici sono strani - 4:39
9. Gaia per davvero - 3:35
10. Si può fare così - 3:48
11. Mi sa che stanotte... (pt. 2) - 4:51
12. Plus militant - 3:20
13. Rosso, arancio, giallo... - 3:29